# شعب المساوي (قفل شمر)

تعديل مصدري - تعديل

شعب المساوي هي إحدى قرى عزلة بني جل بمديرية قفل شمر التابعة لمحافظة حجة، بلغ تعداد سكانها 80 نسمة حسب تعداد اليمن لعام 2004.